# Нуэва-Эсиха
Нуэва-Эсиха (таг. Bagong Ekiha, англ. Nueva Ecija) — провинция Филиппин, в регионе Центральный Лусон. Административный центр — город Палаян.

## География
Не имеет выхода к океану. Граничит с провинциями: Нуэва-Виская (на севере), Аурора (на востоке), Булакан (на юге), Пампанга (на юго-западе), Тарлак (на западе) и Пангасинан (на северо-западе). Площадь составляет 5284,3 км².

## Население
Население по данным на 2010 год — 1 955 373 человека. Около 77 % населения говорит на тагальском, остальные — на капампанганском, пангасинанском, илоканском и других языках.
По данным на 2013 год численность населения составляет 1 978 351 человек.
Динамика численности населения провинции по годам:
| 2000      | 2007      | 2013      |
| --------- | --------- | --------- |
| 1 659 883 | 1 843 853 | 1 978 351 |

## Административное деление
В административном отношении делится на 27 муниципалитетов и 5 городов.

### Города
1. Кабанатуан (Cabanatuan City)
2. Гапан (Gapan City)
3. Палаян (Palayan City)
4. Сан-Хосе (San Jose)
5. Муньос (Science City of Muñoz)

### Муниципалитеты
1. Алиага (Aliaga)
2. Бонгабон (Bongabon)
3. Кабиао (Cabiao)
4. Карранглан (Carranglan)
5. Куйапо (Cuyapo)
6. Габалдон (Gabaldon)
7. Хенераль Мамерто Нативидад (General Mamerto Natividad)
8. Гимба (Guimba)
9. Хенераль Тинио (General Tinio)
10. Хаэн (Jaen)
11. Лаур (Laur)
12. Ликаб (Licab)
13. Льянера (Llanera)
14. Лупао (Lupao)
15. Нампикуан (Nampicuan)
16. Пантабанган (Pantabangan)
17. Пеньяранда (Peñaranda)
18. Кесон (Quezon)
19. Рисаль (Rizal)
20. Сан-Антонио (San Antonio)
21. Сан-Исидоро (San Isidro)
22. Сан-Леонардо (San Leonardo)
23. Санта-Роса (Santa Rosa)
24. Санто-Доминго (Santo Domingo)
25. Талавера (Talavera)
26. Талугтуг (Talugtug)
27. Сарагоса (Zaragoza)

## Экономика
Провинция является важным сельскохозяйственным регионом, наиболее значимые культуры: рис, кукуруза, лук. Развито животноводство, главным образом молочного направления и птицеводство. Имеются месторождения меди, марганца, золота.

## Персоналии
- Фелео, Хуан

## Галерея

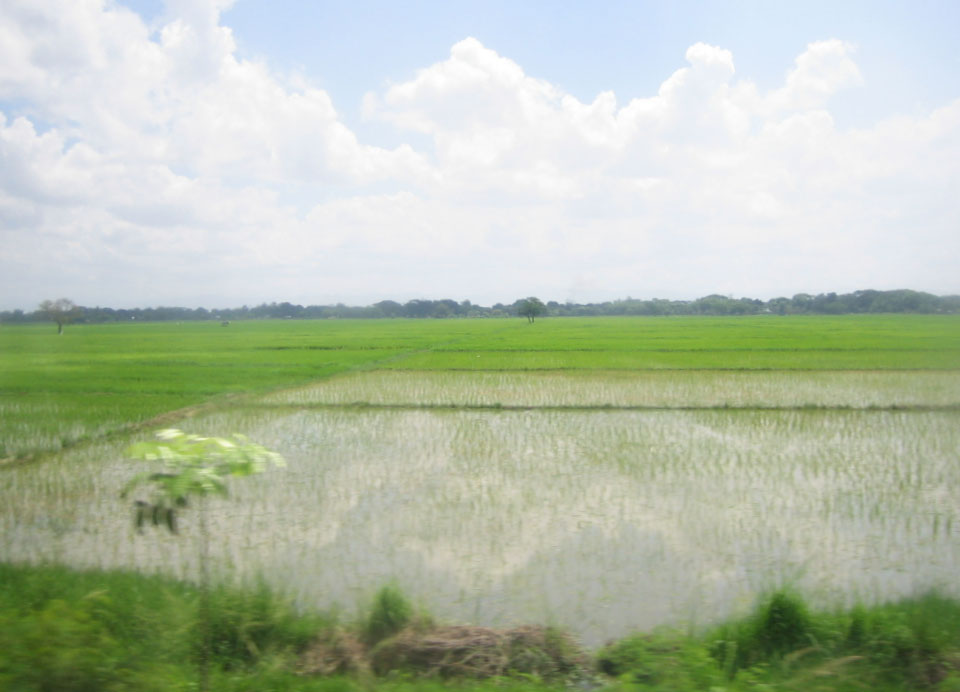
Рисовые поля
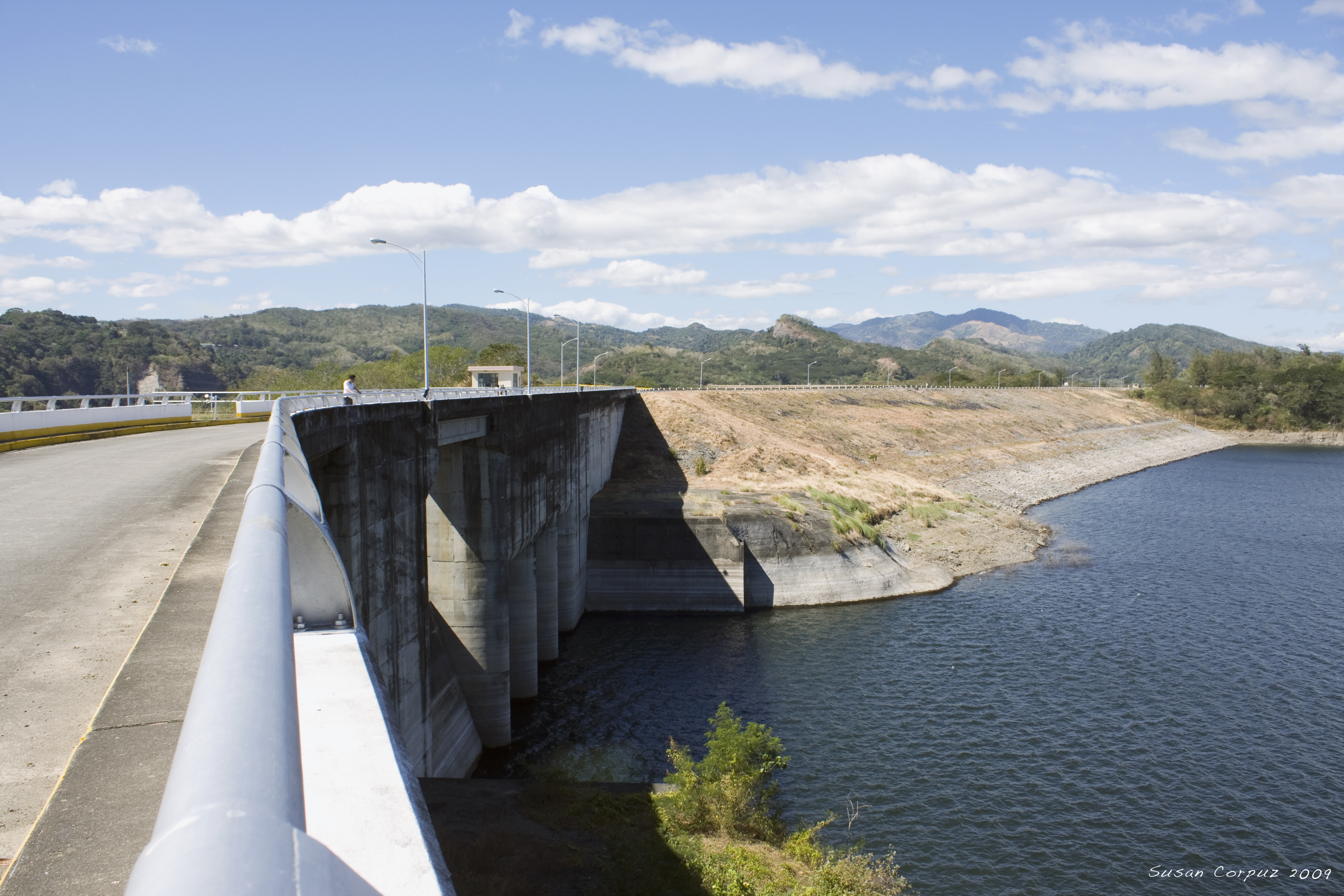
Плотина Пантабанган
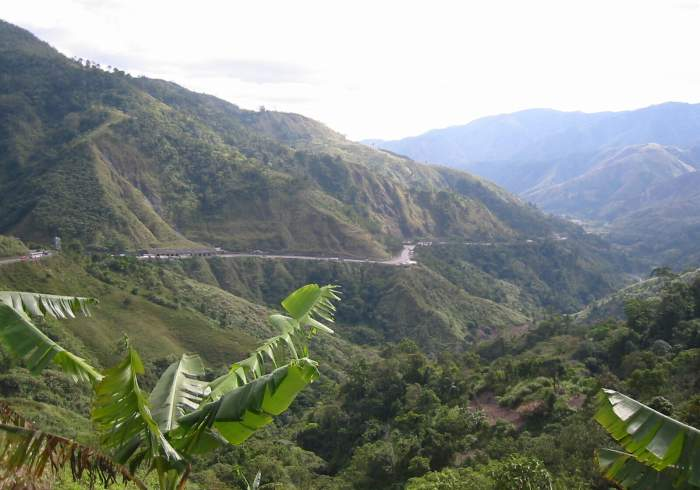
Перевал Далтон

## Источник
1. ↑  N. Ecija founding date April 25, not Sept. 2 (англ.) — 2016. — ISSN 0116-0443
2. ↑  Republic of the Philippines. National Statistics Office. Population and Annual Growth Rates for The Philippines and Its Regions, Provinces, and Highly Urbanized Cities Based on 1990, 2000, and 2010 Censuses (апрель 2012). Дата обращения: 4 апреля 2012. Архивировано из оригинала 26 декабря 2018 года.
3. ↑  Nueva Ecija (англ.). World Gazetteer. Дата обращения: 9 мая 2013. Архивировано 12 мая 2013 года.